# Retornador

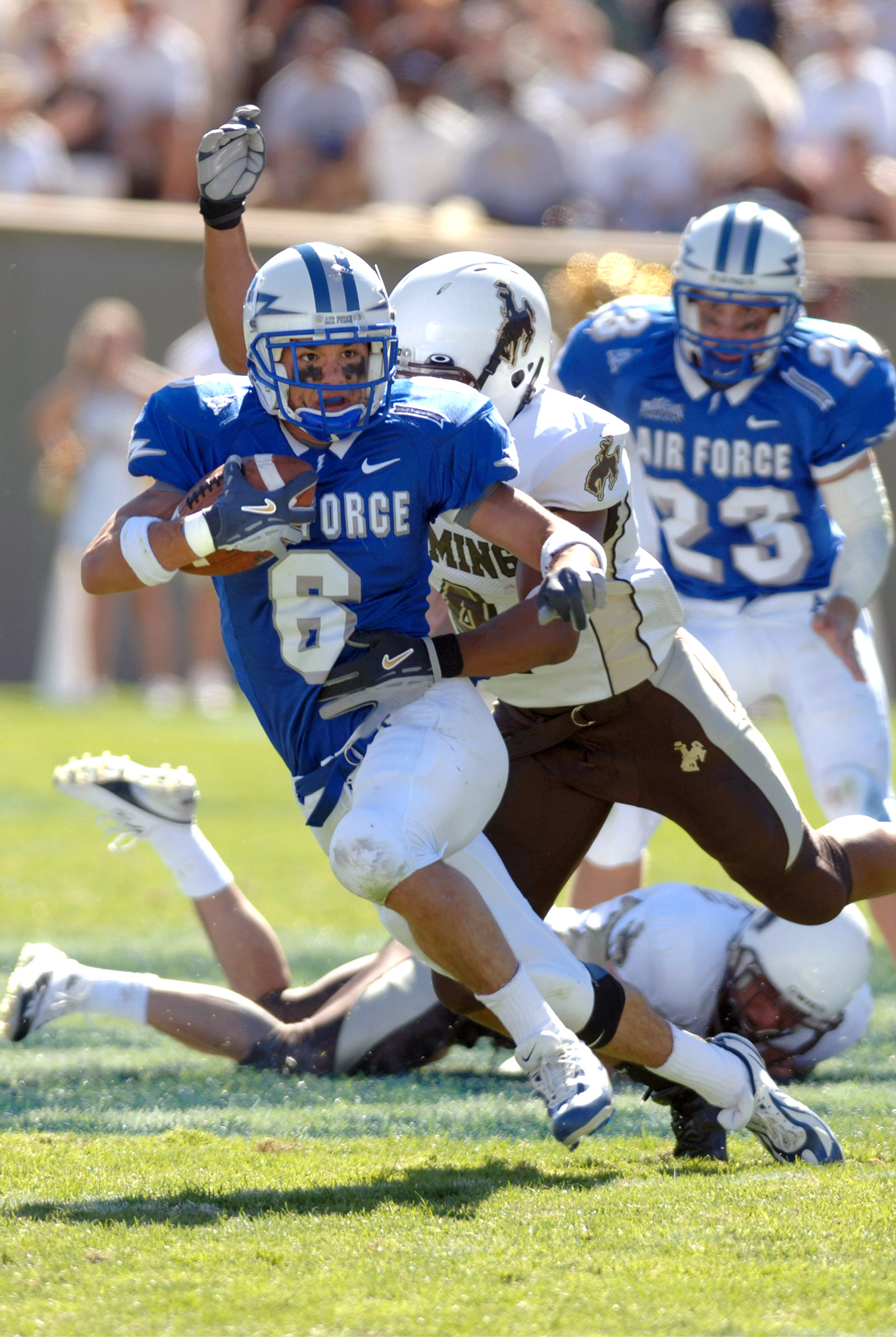
Chris Sutton fent una jugada de retorn per l'equip de l'US Air Force.

El retornador, en anglès return specialist o kick returner (KR), és un tipus de jugador especial de futbol americà.
El retornador és l'encarregat de rebre la pilota llançada en un xut inicial o en un xut d'allunyament i començar la jugada de retorn avançant cap al camp contrari.
Si la jugada és un xut inicial estarà situat entre la iarda 20 i la zona d'anotació pròpia. Mentre la pilota està a l'aire ha d'avaluar les possibilitats d'èxit del retorn i decidir fer-ho o fer un touchback (genoll a terra) i començar la ofensiva des de la iarda 25. Si decideix intentar la jugada el seu objectiu és assolir un touchdown o ser placat el més a prop possible de la zona d'anotació contrària.
Si la jugada és de allunyament, l'objectiu és el mateix. En aquest cas si el retornador veu el retorn compromès pot fer una recepció lliure, que consisteix en fer-li una senyal amb el braç a l'àrbitre abans de rebre la pilota i així anular el retorn i començar la jugada des del lloc de recepció.
Els retornadors han de ser jugadors molt ràpids i àgils per passar entre les línies contraries, i hàbils amb les mans per la recepció de la pilota. Acostumen a ser defensor lateral, corredor o receptor.